# Felice Fanetti
Felice Fanetti, né le 20 février 1914 et mort le 25 avril 1974, est un rameur italien. Il participe aux Jeux olympiques d'été de 1948 en concourant dans l'épreuve du deux sans barreur et remporte la médaille de bronze avec son coéquipier Bruno Boni.

## Palmarès

### Jeux olympiques
- Jeux olympiques de 1948 à Londres,  Royaume-Uni
  -  Médaille de bronze.